# Paolo Morigia

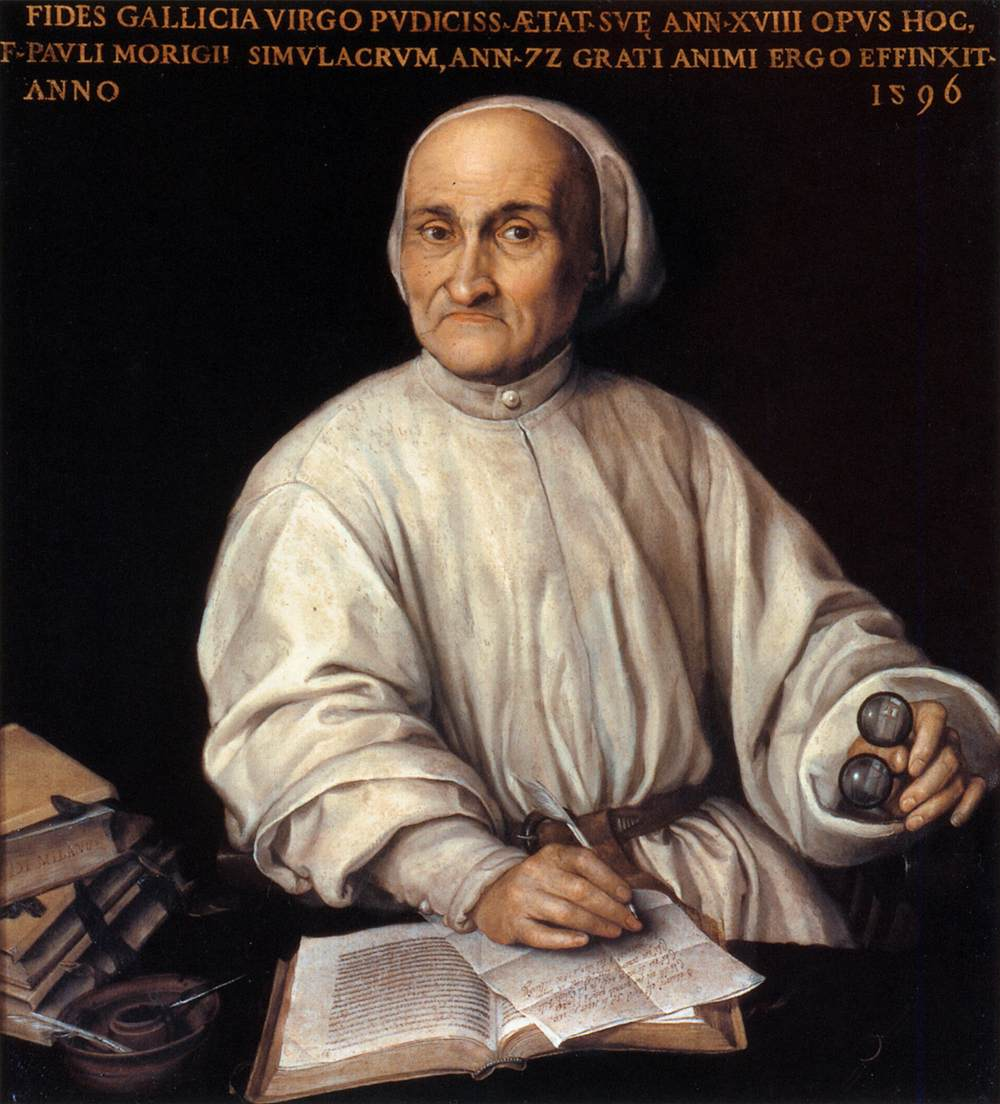
Fede Galizia, Ritratto di Paolo Morigia

Paolo Morigia (Milano, 1º gennaio 1525 – Milano, 1604) è stato uno storico italiano.

## Biografia
Nacque a Milano nel 1525, ed entrò nell'ordine dei Gesuati, fondato dal beato senese Giovanni Colombini, del quale fu per quattro volte superiore generale.
Di professione storico, autore prolifico, le sue opere vennero tuttavia giudicate prive di spirito critico da Girolamo Tiraboschi.
Da un epitaffio fatto incidere sulla sua tomba da Giorgio Trivulzio, conte di Melfi, se ne ricava che il Morigia aveva composto nella sua vita sessantun opere. Ma lo storico Filippo Argelati nella sua opera Bibliotheca scriptorum mediolanensium ne menziona solamente quarantacinque, alcune delle quali manoscritte.
Paolo Morigia si spense a Milano nel 1604 e fu sepolto nella chiesa del convento di San Girolamo, appartenente all'ordine.

## Opere principali
- Historia dell'antichità di Milano, diuisa in quattro libri del R.P.F. Paolo Morigia milanese, dell'ordine de' Giesuati di San Girolamo, Venezia, Domenico Guerra & Giovanni Battista Guerra, 1592.
- La nobiltà di Milano. Diuisa in sei libri. Nel primo, si narra di tutti i santi, e beati, di patria milanesi. [...] Nel secondo, si descriuono tutti i papi, cardinali, [...] milanesi. Nel terzo, si ragiona di tutti i letterati, [...] Nel quarto, si tratta di tutti i re, [...] famosi nella militia dell'istessa patria. [...] Nel quinto, si fauella de' pittori, scultori, [...] Nel sesto, leggesi le grandezze de' milanesi, [...] Del R.P.F. Paolo Morigia milanese, de' Giesuati di S. Girolamo. In Milano: nella stampa del quon. Pacifico Pontio, 1595 (Google libri)
- Historia degli uomini illustri che furono Gesuati, Venezia 1604.